# Pteropus mahaganus
Pteropus mahaganus là một loài động vật có vú trong họ Dơi quạ, bộ Dơi. Loài này được Sanborn mô tả năm 1931.

## Hình ảnh